# Pháo đài Wisłoujście
Pháo đài Wisłoujście (tiếng Đức: Festung Weichselmünde) là một pháo đài lịch sử nằm ở Gdańsk bên sông Martwa Wisła, bên cạnh một cửa cũ của sông Vistula, chảy vào Vịnh Gdańsk. Pháo đài nằm gần quận Wisłoujście, Westerplatte và Cảng Północny (Cảng phía Bắc), Ba Lan 

## Miêu tả
Các phần khác nhau của pháo đài mang nhiều phong cách kiến trúc khác nhau (chủ yếu là kiến trúc Gothic), cũng như có các phong cách xây dựng và vật liệu xây dựng khác nhau. Đây là kết quả của việc pháo đài được tu sửa lại mỗi khi nó bị phá hủy hoặc hư hỏng nặng. Tầng hầm và nền móng của pháo đài được dựng dựa trên các thùng gỗ (kaszyce), được giấu dưới lớp đất ngập nước. Trên nóc của cấu trúc này, gạch vụn đã được chất thành đống và càng củng cố nền tảng ổn định và mạnh mẽ hơn cho pháo đài. Trung tâm của pháo đài là một tòa tháp tròn, cho đến năm 1785 được sử dụng làm ngọn hải đăng. Ngọn hải đăng này được bao quanh bởi một công sự bằng gạch (còn được gọi là khẩu đội vòng tròn), có các bức tường bên trong được niêm phong cùng với khu nhà ở của sĩ quan. Xung quanh đó có thành trì Fort Carré, được dẫn vào qua một cổng thành với một đường ngầm từ năm 1609. Phía tây bắc của thành trì Fort Carré tiếp giáp với sông Martwa Wisła, trong khi phần còn lại của pháo đài được ngăn cách với đất liền bởi một công sự nhỏ được gọi là Szaniec Wschodny (Thành trì phía Đông). Công sự được xếp thành hàng với năm thành lũy, hai trong số đó là những lũy bán nguyệt - chỉ một trong số đó là còn tồn tại. Fort carré cũng như Thành lũy phía Đông được bao quanh bởi một con hào, bắt nước từ dòng sông Martwa Wisła.
Từ năm 1721 đến 1889, tòa tháp hải đăng đã được thiết kế với mái mang phong cách Baroque. Sau một đám cháy do sét gây ra, mái của tòa tháp đã được xây dựng lại và phủ bằng đá phiến, tồn tại cho đến năm 1945. Tòa tháp trước đây có một chiếc đồng hồ được gắn lên từ thế kỷ thứ mười tám.
Vào năm 1945, do các cuộc tấn công bằng pháo, tòa tháp gần như đã bị phá hủy hoàn toàn, trụ sở của sĩ quan và chỉ huy cũng bị tàn phá. Phần duy nhất của pháo đài còn sót lại là những bức tường của thành trì Fort Carré. Năm 1959, tòa tháp đã được ghi danh vào Sổ đăng ký di sản. Việc tu sửa lại pháo đài cũng được bắt đầu. 

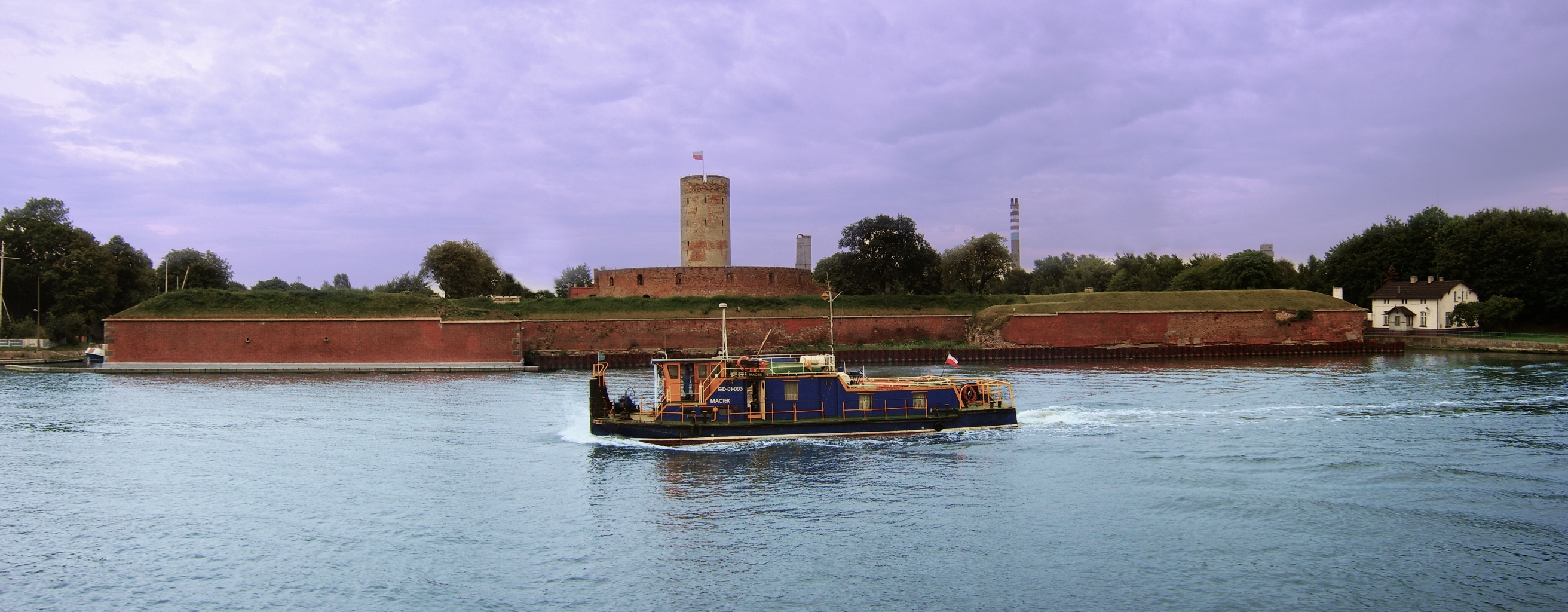
Thành trì Fort Carré của Pháo đài Wisłoujście với tháp hải đăng, nhìn từ sông Martwa Wisła

## Lịch sử

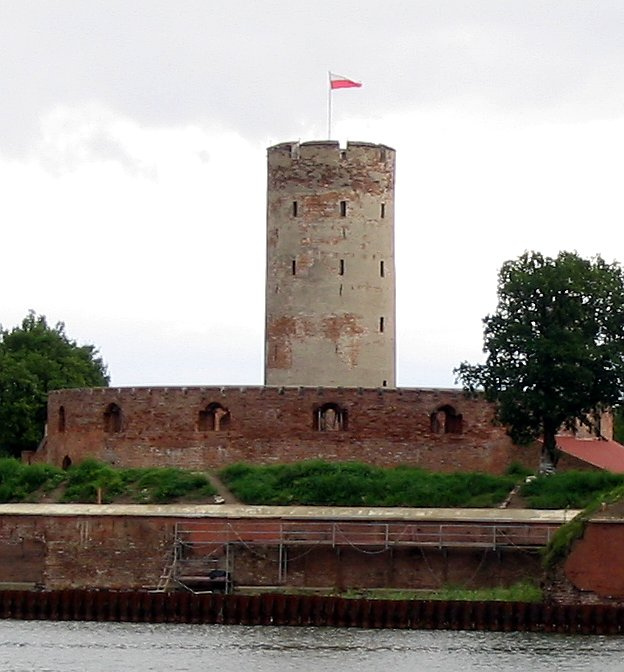
Tháp hải đăng và tầng mái của nó

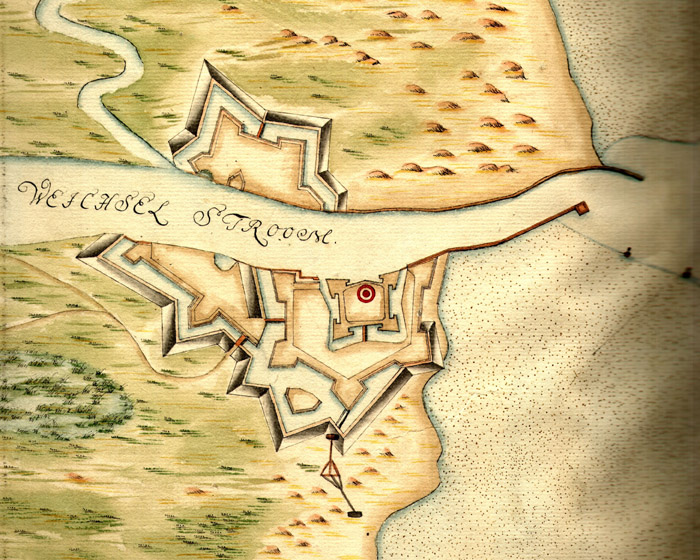
Kế hoạch của pháo đài Wisłoujście từ ngày 16 tháng 6 năm 1642, bởi B. Hashing, được vẽ bằng màu bởi Johann Gelentin trong đầu thế kỷ thứ mười tám

Trong thời kỳ của giáo binh đoàn Hiệp sĩ Teutonic, vào thế kỷ thứ mười bốn, một pháo đài bằng gỗ đứng bên cửa sông Vistula, chảy ra biển Baltic; đã bị thiêu rụi bởi một cuộc đột kích Hussite Sirotci vào tháng 9 năm 1433. Năm 1482, một ngọn hải đăng bằng gạch được xây dựng thay cho pháo đài cũ. Tòa tháp có nhiệm vụ kiểm soát việc đi lại của các con tàu, di chuyển qua lại từ các thành phố cảng chính của Vịnh Gdańsk là Gdańsk và Gdynia. Pháo đài Wisłoujście bị nhắm làm mục tiêu cho các chiến dịch quân sự. Vào năm 1577, pháo đài đã bị Stefan Bigate bao vây nhiều lần, trong trận chiến Oliwa (1627), khi pháo đài bị một hạm đội Thụy Điển bắn phá; năm 1734 bởi người Nga - Saxon, năm 1793 bởi người Phổ, năm 1807 bởi Napoleonic và một lần nữa vào năm 1814 bởi đội tàu của Phổ. Trong khoảng thời gian từ 1622-1629, pháo đài được gọi là Latarnia (Ngọn hải đăng, Ba Lan), dưới tên một pháo đài - trong khi thực sự nó là một căn cứ hải quân của Khối thịnh vượng chung Ba Lan-Litva. Vào đêm ngày 5 - 6 tháng 7 năm 1628, pháo đài bị tấn công bằng hỏa lực pháo binh, từ một hạm đội Thụy Điển đi từ Wisłoujście, đánh chìm tàu Złoty Lew (Sư tử vàng, Ba Lan) và một thuyền buồm.